# Sielsowiet Znamienka (obwód brzeski)
Sielsowiet Znamienka (s. znamieniecki, biał. Знаменскі сельсавет, ros. Знаменский сельсовет) – sielsowiet na Białorusi, w obwodzie brzeskim, w południowo-zachodniej części rejonu brzeskiego. 
Siedzibą sielsowietu jest Znamienka. Jednostka podziału administracyjnego leży przy granicy z Polską, przez co na zachodzie poprzez Bug graniczy z polskimi gminami powiatu bialskiego województwa lubelskiego: Sławatycze i Kodeń. Ponadto na północy sąsiaduje z miatem Brześć i sielsowietem Muchawiec, na południu – z sielsowietem Domaczewo, zaś na wschodzie – z rejonem małoryckim.
W skład sielsowietu wchodzi 12 miejscowości: 
| Polska nazwa miejscowości   | Nazwa białoruska                         | Nazwa rosyjska               | Typ jednostki osadniczej |
| --------------------------- | ---------------------------------------- | ---------------------------- | ------------------------ |
| Alcha                       | Альха (Alcha)                            | Ольха (Olcha)                | chutor                   |
| Białe Jezioro               | Белае Возера (Biełaje Woziera)           | Белое Озеро (Biełoje Oziero) | osada, przysiółek        |
| Biarescie, Bierascie        | Бярэсце, Бярэсьце (Biarescie, Biareście) | Берестье (Bieriest´je)       | osada, przysiółek        |
| Dąbrowa                     | Дубрава (Dubrawa)                        | Дубрава (Dubrawa)            | wieś                     |
| Lasny                       | Лясны (Lasny)                            | Лесной (Lesnoj)              | osada, przysiółek        |
| Miedna                      | Медна                                    | Медно (Miedno)               | agromiasteczko           |
| Przyłuki                    | Прылукі (Pryłuki)                        | Прилуки (Priłuki)            | wieś                     |
| Rogoźno                     | Рагозна (Rahozna)                        | Рогозно (Rogozno)            | wieś                     |
| Stradecz                    | Страдзеч (Stradziecz)                    | Страдечь (Stradecz)          | wieś                     |
| Zakazanka                   | Заказанка                                | Заказанка                    | wieś                     |
| Znamienka (dawniej Durycze) | Знаменка                                 | Знаменка                     | agromiasteczko           |
| Zbunin                      | Збунін                                   | Збунин                       | wieś                     |

W okresie międzywojennym miejscowości współczesnego sielsowietu Znamienka należały do gminy Miedna. Do sielsowietu 17 września 2013 r. włączono dotychczasowe miejscowości sielsowietu Stradecz: Przyłuki, Stradecz i Zakazankę.